# Crematogaster boliviana
Crematogaster boliviana är en myrart som beskrevs av Wheeler 1922. Crematogaster boliviana ingår i släktet Crematogaster och familjen myror. Inga underarter finns listade i Catalogue of Life.